# Мукри (племя)
Мукри (курд. E'şîra Mukrî) — курдское племя, проживающее в Иранском Курдистане (Восточном Курдистане), у них также был свой собственный крупный эмират со столицей городом Мехабад под названием Мукриян. Князи Мукри составляли элитный правящий класс эмирата Мукриян, в то время как племя Дехбруки составляло большинство сельского мелкого правящего класса.

## История
Мукри известны тем, что дали миру многих выдающихся личностей, таких как Кази Мухаммед и Азиз Хан Мукри, который был главнокомандующим армией Каджаров с 1853 по 1857 гг. 
С 1400 по 1802 гг. У Мукри были свои собственные расширенные владения на территории современного Иранского Курдистана. Существовал крупный курдский эмират под названием Мукриян, который был обоснован племенем Мукри со столицей цетром города Мехабад, но позже был уничтожен как и другие курдские вождества. 
Аббас I женился на знатной женщине из племени мукри и дочери губернатора Мараги из племени мукри в 1610 году после того, как разгромил мукри при осаде Димдида и казнил ее брата и его людей, несмотря на то, что она была сравнительно молодой невестой, она, как известно, ранее пользовалась популярностью среди мукри.
Одним из самых известных и выдающихся представителей этого племени был Кази Мухаммед, он был крупным курдским политическим деятелем и президентом самопровозглашенной курдской государственности под названием Республика Курдистан или вошедшая в историю как Мехабадская республика, которая просуществовала с 22 января по 16 декабря 1946 года и была упразднена иранским правительством. Также Кази Мухаммед был одним из лидеров национально-освободительного движения курдов, он был повешен иранским правительством в 1947 году.

## Культура
Женщины мукри традиционно смешивались с мужчинами и не носили вуали, для мукри также было нормой приветствовать гостей поцелуями в щеку даже между противоположными полами. Однако, несмотря на их свободное общение с мужчинами, женщины должны были, исторический, соблюдать патриархальный кодекс племени мукри, чтобы сохранить свою честь, например, не вступать в прелюбодеяние, который включает в себя тонкую романтику, такую как ухаживания и романтические отношения с отсутствием блуда, который в противном случае терпели окружающие курдские племена болбас, такие как мангур, чьи женщины из племени пользовались большей свободой по сравнению с городскими женщинами мукри.

## Расселение
Племя Мукри проживают на территорий к югу от озера Урмия, включая в городе Мехабад, Букан, Сердешт и Ошнавие, в котором раньше располагался Эмират Мукриян, а город Накаде исторически входил в Эмират Мукриян, хотя сегодня курды составляют лишь около 35% населения города. Саму эту область курды называют Мукринским Курдистаном из-за преобладающего населения этого племени.